# Andreaeaceae
Andreaeaceae je jedina porodica mahovine u redu Andreaeales i razredu Andreaeopsida.
Porodica je opisana u Analyse des Familles des Plantes 68. 1829., a rod u Species Muscorum Frondosorum 47. 1801.

## Sinonimi
- Acroschisma (Hook.f. & Wilson) Lindl.
- Bicosta Ochyra
- Carestiaea Trevis.
- Cochlearidium Ochyra & Mahú
- Neuroloma Cardot